# Twierdzenie Caseya

Twierdzenie Caseya – twierdzenie geometrii euklidesowej, będące uogólnieniem twierdzenia Ptolemeusza, nazwane na cześć irlandzkiego matematyka Johna Caseya .

## Wypowiedź twierdzenia

Animacja pokazująca, jak twierdzenie Caseya degeneruje się do twierdzenia Ptolemeusza

Niech {\displaystyle O} będzie okręgiem o promieniu {\displaystyle R.} Niech {\displaystyle O_{1},O_{2},O_{3},O_{4}} będą (w tej kolejności) czterema okręgami zawierającymi się i stycznymi od wewnątrz do okręgu {\displaystyle O.} Oznaczmy przez {\displaystyle t_{ij}} długość odcinka zawartego pomiędzy punktami styczności na stycznej zewnętrznej do okręgów {\displaystyle O_{i},O_{j}.} Wtedy zachodzi :

|  |  | {\displaystyle t_{12}\cdot t_{34}+t_{41}\cdot t_{23}=t_{13}\cdot t_{24}.} |  | (1) |

Zauważmy, że gdy okręgi degenerują się do punktów, twierdzenie to przybiera postać twierdzenia Ptolemeusza.

### Dowód
Elementarny dowód tego twierdzenia pochodzi z pracy Zachariasa  . Oznaczmy promień okręgu {\displaystyle O_{i}} przez {\displaystyle R_{i},} a jego punkt styczności z okręgiem {\displaystyle O} przez {\displaystyle K_{i}.} Środki okręgów będziemy oznaczali przez {\displaystyle O} oraz {\displaystyle O_{i}.} Z twierdzenia Pitagorasa wynika, że
|  |  | {\displaystyle t_{ij}^{2}={\overline {O_{i}O_{j}}}^{2}-(R_{i}-R_{j})^{2}.} |  | (1a) |

Zależności pomiędzy odcinkami stycznymi wewnętrznymi (po lewej) oraz zewnętrznymi (po prawej) do okręgów

Będziemy chcieli wyrazić prawą stronę tej równości przy użyciu punktów {\displaystyle K_{i},K_{j},} by móc zastosować twierdzenie Ptolemeusza. Z twierdzenia cosinusów zastosowanego do trójkąta {\displaystyle O_{i}OO_{j}} wynika, że
|  |  | {\displaystyle {\overline {O_{i}O_{j}}}^{2}={\overline {OO_{i}}}^{2}+{\overline {OO_{j}}}^{2}-2{\overline {OO_{i}}}\cdot {\overline {OO_{j}}}\cdot \cos \angle O_{i}OO_{j}} |  | (1b) |

Ponieważ okręgi {\displaystyle O,O_{i}} są do siebie styczne, zachodzi
{\displaystyle \angle O_{i}OO_{j}=\angle K_{i}OK_{j},}
a ponieważ są styczne wewnętrznie
{\displaystyle {\overline {OO_{i}}}=R-R_{i}.}
Łatwo również zauważyć, że kąty {\displaystyle \angle K_{i}CK_{j}} i {\displaystyle \angle K_{i}OK_{j}} to, odpowiednio, kąt środkowy i kąt wpisany oparte na tym samym łuku {\displaystyle K_{i}K_{j}.} Z twierdzenia o kącie środkowym i wpisanym wynika, że
{\displaystyle \angle K_{i}CK_{j}=2\angle K_{i}OK_{j}}
Niech {\displaystyle C} będzie punktem na okręgu {\displaystyle O.} Z twierdzenia sinusów w trójkącie {\displaystyle K_{i}CK_{j}{:}}
{\displaystyle {\overline {K_{i}K_{j}}}=2R\cdot \sin \angle K_{i}CK_{j}=2R\cdot \sin {\frac {\angle K_{i}OK_{j}}{2}}}
Zatem
{\displaystyle \cos \angle K_{i}OK_{j}=1-2\sin ^{2}{\frac {\angle K_{i}OK_{j}}{2}}=1-2\cdot \left({\frac {\overline {K_{i}K_{j}}}{2R}}\right)^{2}=1-{\frac {{\overline {K_{i}K_{j}}}^{2}}{2R^{2}}}}
podstawiając je do wzoru (1b):
{\displaystyle {\overline {O_{i}O_{j}}}^{2}=(R-R_{i})^{2}+(R-R_{j})^{2}-2(R-R_{i})(R-R_{j})\left(1-{\frac {{\overline {K_{i}K_{j}}}^{2}}{2R^{2}}}\right)}
{\displaystyle {\overline {O_{i}O_{j}}}^{2}=(R-R_{i})^{2}+(R-R_{j})^{2}-2(R-R_{i})(R-R_{j})+(R-R_{i})(R-R_{j})\cdot {\frac {{\overline {K_{i}K_{j}}}^{2}}{R^{2}}}}
{\displaystyle {\overline {O_{i}O_{j}}}^{2}=((R-R_{i})-(R-R_{j}))^{2}+(R-R_{i})(R-R_{j})\cdot {\frac {{\overline {K_{i}K_{j}}}^{2}}{R^{2}}}}
{\displaystyle {\overline {O_{i}O_{j}}}^{2}=(R_{i}-R_{j})^{2}+(R-R_{i})(R-R_{j})\cdot {\frac {{\overline {K_{i}K_{j}}}^{2}}{R^{2}}}}
Ostatecznie, długość której szukamy, to
|  |  | {\displaystyle t_{ij}={\sqrt {{\overline {O_{i}O_{j}}}^{2}-(R_{i}-R_{j})^{2}}}={\frac {{\sqrt {R-R_{i}}}\cdot {\sqrt {R-R_{j}}}\cdot {\overline {K_{i}K_{j}}}}{R}}.} |  | (1c) |

Możemy teraz obliczyć ile wynosi lewa strona równania (1); wymnażając wartości {\displaystyle t_{ij}} oraz używając oryginalnego twierdzenia Ptolemeusza, zastosowanego do wpisanego czworokąta {\displaystyle K_{1}K_{2}K_{3}K_{4}} otrzymujemy:
{\displaystyle {\begin{aligned}&t_{12}t_{34}+t_{14}t_{23}\\[1ex]={}&{\frac {1}{R^{2}}}\cdot {\sqrt {R-R_{1}}}{\sqrt {R-R_{2}}}{\sqrt {R-R_{3}}}{\sqrt {R-R_{4}}}\left({\overline {K_{1}K_{2}}}\cdot {\overline {K_{3}K_{4}}}+{\overline {K_{1}K_{4}}}\cdot {\overline {K_{2}K_{3}}}\right)\\[1ex]={}&{\frac {1}{R^{2}}}\cdot {\sqrt {R-R_{1}}}{\sqrt {R-R_{2}}}{\sqrt {R-R_{3}}}{\sqrt {R-R_{4}}}\left({\overline {K_{1}K_{3}}}\cdot {\overline {K_{2}K_{4}}}\right)\\[1ex]={}&t_{13}t_{24},\end{aligned}}}
co było do okazania.

## Uogólnienia i uwagi

Przypadek twierdzenia Caseya, gdy dwa okręgi są styczne wewnętrznie, a dwa zewnętrznie

Łatwo wyobrazić sobie przypadek, gdy nie wszystkie z czterech mniejszych okręgów są styczne wewnętrznie. Twierdzenie powyższe, z drobną modyfikacją, pozostaje prawdziwe dla okręgów stycznych zarówno wewnętrznie, jak i zewnętrznie:
Jeśli {\displaystyle O_{i},O_{j}} są oba styczne z tej samej strony {\displaystyle O} (tj. oba zewnętrznie lub oba wewnętrznie), to {\displaystyle t_{ij}} jest długością odcinka stycznej zewnętrznej zawartego pomiędzy punktami styczności.
Jeśli zaś {\displaystyle O_{i},O_{j}} są styczne z różnych stron {\displaystyle O} (jeden zewnętrznie, a drugi wewnętrznie), to {\displaystyle t_{ij}} jest długością odcinka stycznej wewnętrznej zawartego pomiędzy punktami styczności.
Tok dowodu podanego powyżej pozostaje taki sam, poza zmianą dwóch wielkości: jeśli okrąg {\displaystyle O_{i}} jest styczny zewnętrznie do {\displaystyle O,} to oczywiście
{\displaystyle {\overline {OO_{i}}}=R+R_{i}.}
Oprócz tego, gdy {\displaystyle O_{i},O_{j}} są styczne po przeciwnych stronach okręgu {\displaystyle O} (ponownie załóżmy, że {\displaystyle O_{i}} jest styczny zewnętrznie, a {\displaystyle O_{j}} wewnętrznie), to długość odcinka {\displaystyle t_{ij}} (1a) spełnia wtedy zależność
{\displaystyle t_{ij}^{2}={\overline {O_{i}O_{j}}}^{2}-(R_{i}+R_{j})^{2},}

Przypadek twierdzenia Caseya, gdy jeden okręg jest styczny wewnętrznie, a trzy zewnętrznie

co po analogicznych przekształceniach daje
{\displaystyle t_{ij}={\frac {{\sqrt {R+R_{i}}}\cdot {\sqrt {R-R_{j}}}\cdot {\overline {K_{i}K_{j}}}}{R}}.}
Gdy z kolei oba okręgi {\displaystyle O_{i},O_{j}} są styczne zewnętrznie, to odcinek styczny ponownie spełnia zależność (1a), a jego długość wynosi
{\displaystyle t_{ij}={\frac {{\sqrt {R+R_{i}}}\cdot {\sqrt {R+R_{j}}}\cdot {\overline {K_{i}K_{j}}}}{R}}.}
Ostatecznie więc, dla dwóch okręgów {\displaystyle O_{i},O_{j},} stycznych, w tej kolejności, do {\displaystyle O} w dowolny sposób zmodyfikowana długość odcinka {\displaystyle t_{ij}} (1c) wynosi
{\displaystyle t_{ij}={\frac {{\sqrt {R\pm R_{i}}}\cdot {\sqrt {R\pm R_{j}}}\cdot {\overline {K_{i}K_{j}}}}{R}},}
gdzie znak w wyrażeniach {\displaystyle R\pm R_{i}} zależy od tego, czy okrąg {\displaystyle O_{i}} jest styczny wewnętrznie (-), czy zewnętrznie (+).

## Twierdzenie odwrotne
Należy również zauważyć, że twierdzenie odwrotne do twierdzenia Caseya jest prawdziwe. Jeśli zachodzi równość (1), to okręgi dane są styczne. Co więcej, prawdziwe jest mocniejsze twierdzenie :
Niech dane będą cztery okręgi {\displaystyle O_{1},O_{2},O_{3},O_{4}.} Dla pewnych odcinków stycznych (wewnętrznych lub zewnętrznych) {\displaystyle t_{ij}} pomiędzy okręgami {\displaystyle O_{i},O_{j}} zachodzi

|  |  | {\displaystyle t_{12}t_{34}\pm t_{23}t_{41}\pm t_{13}t_{24}=0,} |  | (3) |

wtedy i tylko wtedy, gdy okręgi te są w tej kolejności styczne do pewnego okręgu {\displaystyle O.} Ponadto, rodzaj odcinków stycznych użytych w (3) określa jak okręgi te są styczne:
- jeśli wszystkie odcinki styczne są zewnętrzne, to wszystkie okręgi {\displaystyle O_{1},O_{2},O_{3},O_{4}} są styczne w ten sam sposób do {\displaystyle O} (albo wszystkie wewnętrznie, albo wszystkie zewnętrznie),
- jeśli odcinki styczne wychodzące z jednego z okręgów są innego rodzaju niż pozostałe trzy, to okrąg ten jest styczny w inny sposób, niż pozostałe trzy,
- jeśli okręgi {\displaystyle O_{1},O_{2},O_{3},O_{4}} można podzielić w pary tak, by odcinki styczne pomiędzy okręgami w każdej z par są odcinkami stycznymi zewnętrznymi, a pomiędzy okręgami różnych par – zewnętrznymi, to okręgi w parach są tak samo styczne do okręgu {\displaystyle O.}

## Zastosowania
Twierdzenie Caseya i twierdzenie doń odwrotne jest używane do dowodzenia wielu twierdzeń z geometrii euklidesowej. Najkrótszym znanym dowodem twierdzenia Feuerbacha jest użycie twierdzenia odwrotnego do twierdzenia Caseya  . Wykorzystanie twierdzenie Caseya znaleźć można również w jednej z japońskich zagadek rysunkowych sangaku z 1874 roku  .